# Спортлото-82
«Спортлото́-82» (рос. «Спортлото-82») — радянський художній фільм у жанрі романтичної кінокомедії, який зняв 1982 року режисер Леонід Гайдай. Лідер радянського кінопрокату в 1982 році — більше 55 мільйонів глядачів.

## Сюжет
Влітку 1982 року один із головних героїв, Костя Луков, їде в поїзді у Южногірськ (вигадане місто). В купе, крім Кості, ще три людини. Перший — спекулянт Олександр Олександрович Мурашко, який вічно напускає на себе важливість і вдає з себе «державну людину». Другий — молодий турист Міша Голубєв. Третя — дівчина Таня Пегова, яка їде на відпочинок і на зустріч зі своїм нареченим, який її чекає. Всі четверо читають один і той самий модний детективний роман — «Смертельне вбивство» письменника Геніана Зеленого і всі четверо, таким чином, володіють абсолютно однаковими книжками з одного тиражу.
Відбувається знайомство, а потім дрібний конфуз Кості, який «завинив» перед попутницею. Запоєм читаючи книгу Геніана Зеленого, Костя з'їдає всю провізію Тані. Він намагається загладити провину, надаючи їй дрібні послуги і купуючи символічний подарунок — квиток лото, а також злегка залицяючись до неї. Таня, анітрохи не сподіваючись на виграш, закреслює перші шість цифр у квитку, після чого віддає талон Кості «на зберігання», стверджуючи, що сама вона талон обов'язково втратить. Не вірячи у виграш Тані, Костя недбало поклав талон між сторінками своєї книги «Смертельне вбивство», але виходячи з поїзда, взяв не свою книгу.
По прибуттю до Южногірська купейні попутники розлучаються. Костя відправляється жити в будинок своєї тітки, туди ж волею випадку потрапляють і спекулянти — «Сан Санич» Мурашко разом зі своїм спільником Степаном. Однак до пори до часу Костя і спекулянти не знають, що живуть в одному будинку і один з одним не зустрічаються, оскільки входи до їх житлових приміщень виявляються з різних сторін (у спекулянтів — з вулиці, у Кості — з провулку). Костя відпочиває, а спекулянти займаються збутом апельсинів на ринку. Таня Пегова їде на «32-й кілометр», на «стоянку автодикунів», де її чекає Павло, її наречений, і надалі займається відпочинком. Міша Голубєв їде на турбазу «Орлиний притулок».
Засмагаючи на пляжі, Костя випадково наштовхується на шматок газети з результатами лотереї і з чималим подивом бачить, що комбінація цифр Тані виграла головний приз — 20 тисяч карбованців. Він мчить додому і перевіряє свою книгу «Смертельне вбивство», але талона там не виявляє. За написом на титульному аркуші книги — «А. А. Мурашко» — він розуміє, що через неуважність, виходячи з вагона, захопив не свою книгу, а Сан Санича. Прикрості Кості немає меж, проте він не втрачає надії. Пам'ятаючи про те, що Сан Санич, за його власними словами, працює в цьому ж місті, Костя вирішує наступного ранку відправитися на пошуки Олександра Олександровича Мурашка.
В цей же час Олександр Олександрович, що проживає в цьому ж будинку, також виявляє за інформацією в газеті, що його попутниця в поїзді Таня виграла 20 тисяч. Сан Санич знає про те, що талон зберігається у Кості — він був присутній у купе, коли Таня віддавала Кості свій талон. Після обговорення даної ситуації зі своїм спільником Степаном, Сан Санич урешті-решт вирішує знайти Костю, щоб шантажувати його. Сан Санич сподівається розділити виграш з Костею, а Таню — законну переможницю лотереї — залишити «не при справах». Костя і Сан Санич майже одночасно вирушають шукати один одного.
Однак першим Костю виявляє Степан, який в цей час стояв на ринку, торгуючи цитрусовими. Кинувши свою торгівлю, він «сів на хвіст» Кості й простежив весь його шлях до будинку, про що потім доповідає Сан Саничу. Разом вони повторюють весь шлях Кості до будинку. Оскільки вхід до комори, де живе Костя, знаходиться з іншого боку, шахраї все ще не розуміють, що мешкають в одному будинку з Костею. Помітивши, що Костя вийшов, Сан Санич наказує Степану без шуму потрапити в його комору, знайти книгу і забрати талон. Степан знаходить там книгу, але без талона. В цей час повертається Костя, помічає Сан Санича, і радості Кості немає меж — адже він сам його шукав! Тільки тут, нарешті, виявляється, що вони мешкають в одному будинку. Костя тут же розповідає Сан Саничу про те, що трапилося і пропонує йому пошукати талон в його книзі. Сан Санич погоджується, однак наскільки можливо тягне час і робить натяки Степану, який в цей час все ще знаходиться в коморі Кості. Кружним шляхом, Сан Санич приводить Костю в свою кімнату. Разом вони перевіряють книгу Сан Санича, але талона й там немає. Сан Санич сподівається на те, що талон там все-таки був, але Степан встиг його вилучити. Кості ж він роз'яснює, що книга з виграним талоном зараз знаходиться або у самої Тані, або у четвертого пасажира купе — Міші Голубєва. Костя погоджується з цим і з ентузіазмом заявляє, що негайно вирушить на їх пошуки. Після цього Костя і Сан Санич прощаються і більше ніколи не побачаться.
Степан доповідає Сан Саничу, що талона не було в обох книгах — і в тій, що знаходилась в коморі у Кості, і в тій, що лежала у валізі Сан Санича. Останній, не цілком довіряючи своєму помічникові, піддає його «тортурам апельсинами», змушуючи його зізнатися в тому, що саме він присвоїв талон. Однак Степан наполягає на своєму, і Сан Санич урешті-решт змушений припинити тортури і виходити з того, що Степан талона не привласнював.
Практично одночасно Костя і шахраї вирушають на пошуки зниклого талона. Спершу вони вирішують знайти Таню, як більш доступну (вона знаходиться від міста ближче, ніж Міша Голубєв). Костя їде на автостоянку дикунів по землі, а спекулянти — морем, на моторному човні. Підпливши до табору, Сан Санич наказує Степану потайки піднятися на берег, потрапити до намету Тані і викрасти талон. Степан намагається це зробити, але йому довго не вдається навіть підійти до намету. В цей час до табору приїжджає Костя. Відбувається його пояснення з Танею та її нареченим. Талона в книзі Тані не виявляється, і разом молоді люди складають план подальших дій. Методом виключення тепер можна безпомилково вважати, що книгу з виграним талоном захопив з собою Міша Голубєв — четвертий пасажир купе. Костя з Танею знають, куди попрямував Міша — на турбазу «Орлиний притулок». Туди вони й вирішують податися, тим більше що транспорт є — у Павла своя машина.
Степан у цей час підслухав їхню розмову, про що пізніше доповів Сан Саничу. При цьому Сан Санич, бачачи, що тут нема чого ловити, вирушає у місто сам, не чекаючи Степана. Останньому доводиться повертатися до міста пішки. Наступного ранку шахраї також вирушають на турбазу «Орлиний притулок», по слідах Кості, Тані і Павла.
У останніх не все гаразд з машиною, і їм доводиться зупинитися в дорозі і витратити багато часу на ремонт. Костя сам водій і впорався з цим завданням. Павло не приховує свого неприязного відношення до Кості — і тому, що він втратив її талон, і тому, що ревнує Таню. Завдяки їх затримці у дорозі, шахраям вдається не відстати від них і тримати їх у полі зору. Хоча й вони самі втратили багато часу, відмовившись від продовження поїздки на попутному мотоциклі з його надзвичайно лихим водієм-джигітом.
Прибувши на турбазу «Орлиний притулок», молоді люди, з допомогою роз'яснень директора бази та його секретарки, з'ясовують, що Михайло Голубєв зараз знаходиться в дорозі, на маршруті № 7, по закінченні якого повинен вийти на станцію Мангал і залізницею вирушити додому. Є лише один спосіб його наздогнати, — самим вирушити за більш коротким маршрутом № 4. У цьому випадку, якщо не буде затримок, Костя і компанія повинні будуть вийти раніше групи Міші на станцію Мангал і там чекати його.
Молоді люди йдуть за маршрутом № 4, а шахраї йдуть по їх слідах. В дорозі наростає конфліктне напруження, пов'язане з неприязню Павла до Кості, а також зріє розлад між Павлом і Танею. На одній зі стоянок, коли молоді люди відпочивали, а шахраї знаходилися поблизу, останнім вдається підслухати їхню розмову. Тепер Сан Санич зі Степаном знають все — і кінцевий пункт, і час відходу поїзда Міші Голубєва. Чекати ніякого сенсу немає, і шахраї вирішують вирватися вперед. Однак надалі вони перестаралися. Бажаючи збити з пантелику молодих людей, шахраї збивають зі стовпа покажчики, але в результаті дурниці Степана, який не запам'ятав напрямок потрібного маршруту, тепер і самі точно не знають, куди йти. Справа закінчується тим, що вони повертаються до вихідного пункту, знову опинившись позаду групи Кості. Тим часом Костя відновив таблички на стовпі і веде свою групу правильним маршрутом. Надалі шахраї підпалюють міст через ущелину, але через несподівану появу дикого ведмедя змушені повернутися назад і знову не досягають ніяких вигод — тепер і вони, і група Кості змушені податися в обхід, за більш довгим маршрутом. Сан Санич придумує новий план. Він залишає Степана, нібито хворого, на дорозі, з тим щоб затримати рух групи Кості, а сам швидко направляється на станцію Мангал. Степану, якого ніхто з трійці раніше не бачив в обличчя, вдається значно затримати рух групи Кості. В цей час між молодими людьми відбувається новий конфлікт. Костя пропонує Тані і Павлу залишитися з пораненим, а сам він, мовляв, самотужки швидко досягне Мангала і встигне перехопити Мішу Голубєва. Павло з цим не згоден, оскільки не довіряє Кості. Його нескінченні плоскі жарти і недовіра до людей злить Таню, і врешті-решт вона заявляє Павлові, що він їй набрид. Вона каже, що відправиться разом з Костею на станцію Мангал, а Павлу каже, щоб він залишився разом з пораненим. Павлу не залишається нічого іншого, як погодитися. В цей час по дорозі їде лихий мотоцикліст-грузин, який раніше вже зустрічався Сан Саничу і Степану. Розуміючи, що Павло зараз попросить мотоцикліста відвезти пораненого в Мангал, Степан тікає, так як другої поїздки з цим мотоциклістом-лихачем він би не витримав. Павло просить мотоцикліста відвезти його в Мангал і вони туди їдуть.
Тим часом Сан Санич вже на підході до Мангала. Він виходить на залізничний переїзд, звідки до Мангалу по шпалах всього 3 км (по шосе — на кілометр більше). Справа закінчується тим, що Сан Санич (на своїх двох) і Павло (на мотоциклі) одночасно встигають до поїзда і заходять у потрібний вагон з різних сторін. Обидва шукають купе, де їде Міша. Одночасно знайшовши купе і зазирнувши туди, вони бачать на столику книгу «Смертельне вбивство». У цей момент задуває порив вітру з вікна і талон вилітає з розкритої книги. Сан Санич і Павло одночасно намагаються піймати його на льоту. Відбувається їх своєрідна сутичка за талон, озвучена чи то левовим, чи то тигрячим риком. Але їм це не вдається: талон вилітає із вагона через прочинене вікно.
Таня з Костею благополучно запізнюються на поїзд. Вони виходять на вищезгаданий переїзд в той час, коли поїзд вже підходить до нього, причому поїзд тут не зупиняється. Розчарування від втрати багатства матеріального скрашується для них придбанням багатства духовного — щастя і кохання. Саме в цей момент молоді люди зізнаються один одному і цілуються. Поїзд уже летить повз, і талон з 20 тисячами, який вилетів з купе Міші Голубєва, тихо опускається в казанок, який тримає у руці Таня.

## В головних ролях
- Альгіс Арлаускас — Костянтин Луков, водій міліції
- Світлана Аманова — Тетяна Пєгова (дубляж — Надія Рум'янцева)
- Михайло Пуговкін — Сан Санич Мурашко, спекулянт
- Михайло Кокшенов — Степан, компаньйон Сан Санича
- Денис Кміт — Павло, наречений Тетяни

## У ролях
- Андрій Толшін — Михайло Голубєв, четвертий попутник по купе
- Ніна Гребешкова — Клавдія Антонівна, тітка Константина
- Борислав Брондуков — директор туристичної бази «Орлиный приют» (укр. «Орлиний притулок»)
- Луїза Мосендз — Алла Дмитрівна, його секретарка (дубляж — Лариса Удовиченко)
- Сергій Філіппов — залізничник, черговий по залізничному переїзду
- Абесалом Лорія — покупець на базарі
- Віктор Уральський — вантажник
- Юрій Попович — продавець книг
- Віра Івлєва — провідниця вагону
- Татьяна Ігнатова — продавчиня квитків «Спортлото»
- Н. Ахабадзе
- Евгеній Кочегаров
- В. Блінков
- Валерій Журавльов — міліціонер на мотоциклі
- Юрій Осипенко
- В. Плавінський
- Р. Сагрішвілі — мотоцикліст-лихач
- Є. Чаплигіна
- Надія Овчарова
- Кабанова Марина — епізод на пляжі
- Кабанов Владлен — епізод на пляжі
- Тємур Юнусов — продавець на базарі
- Володимир Мишкін — покупець книги

### Озвучення
- Виконання пісень:
  - Ксенія Георгіаді
  - Михайло Пуговкін
  - Михайло Боярський
  - Йосип Кобзон («Было и прошло» (укр. «Було і пройшло»), музика Олександра Зацепіна, слова Юрія Ентіна)

## Знімальна група
- Автори сценарію:
  - Владлен Бахнов
  - Леонід Гайдай
- Режисер: Леонід Гайдай
- Оператори:
  - Віталій Абрамов
  - Сергій Полуянов
- Художник: Фелікс Ясюкевич
- Художник по костюмам: Лідія Нові
- Композитор: Олександр Зацепін
- Тексти пісень:
  - Ігор Шаферан
  - Юрій Ентін
- Диригент: Сергій Скрипка